# Söhesten

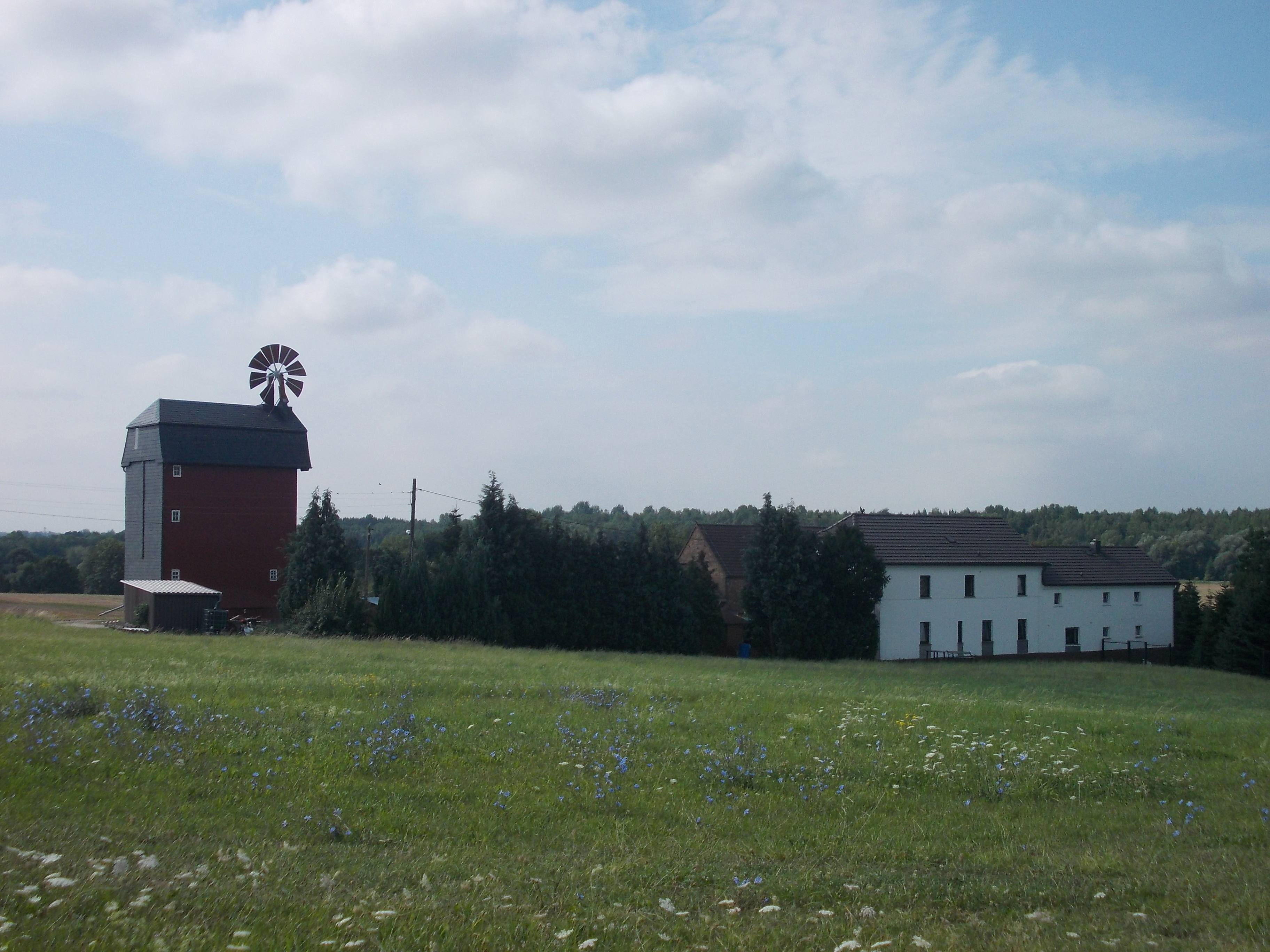
Blick auf Söhesten mit der Paltrockwindmühle

Söhesten ist eine zum Ortsteil Muschwitz  der Stadt Lützen im Burgenlandkreis in Sachsen-Anhalt gehörige Ortschaft.

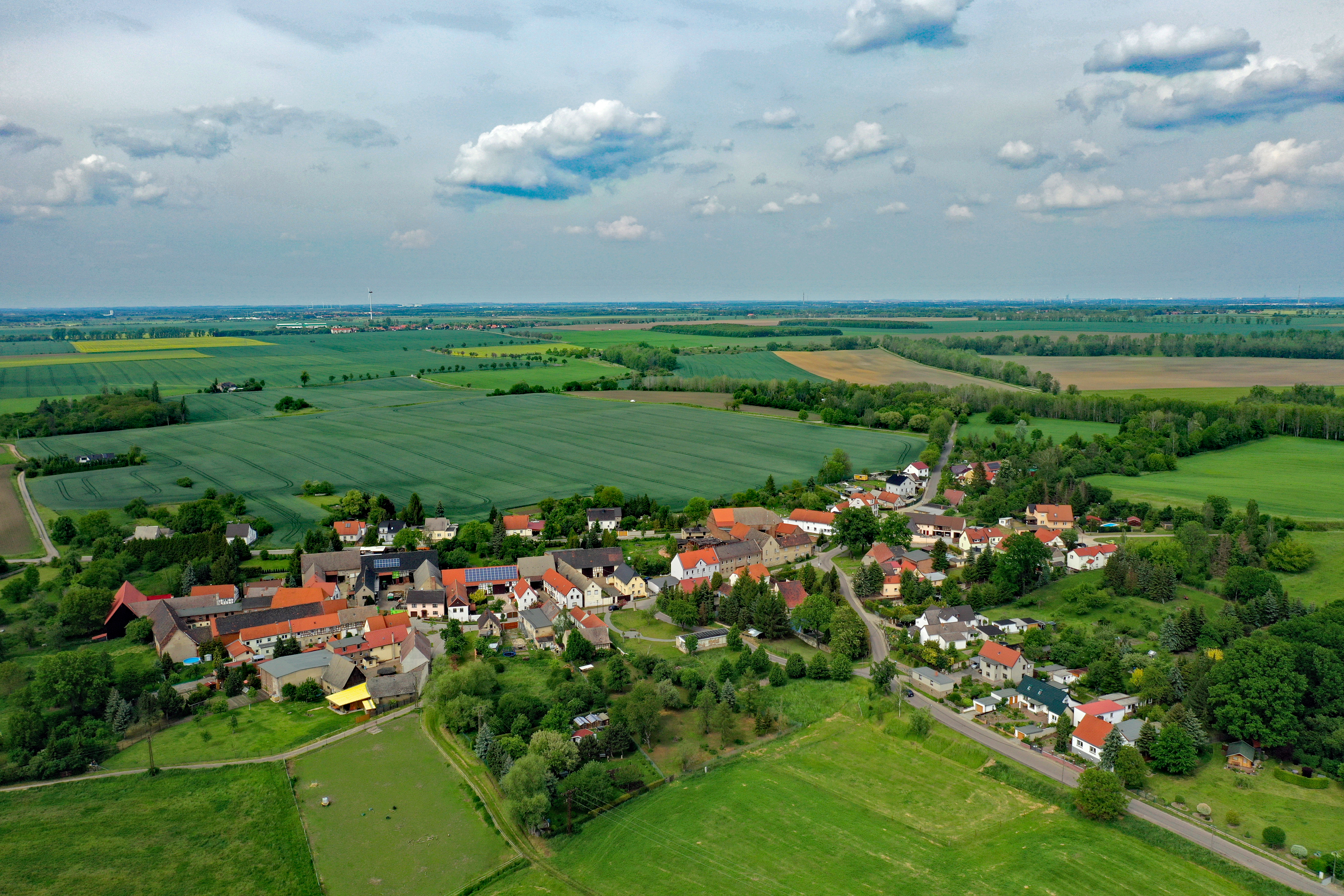
Luftbild

## Geografie
Söhesten liegt südöstlich von Lützen zwischen Leipzig und Weißenfels sowie zwischen den Tagebaugebieten von Zwenkau und Profen. Umgeben ist die Ortschaft von umfangreichen landwirtschaftlichen Nutzflächen. Südwestlich des Ortes fließt der Grünebach vorbei.
Das Ortszentrum von Muschwitz liegt nordwestlich von Söhesten. 
Nördlich von Söhesten führt die A 38 vorbei.

## Geschichte
Söhesten gehörte bis 1806 zum Kurfürstentum Sachsen und bis 1815 zum Königreich Sachsen. Der Ort unterstand dem hochstift-merseburgischen Amt Lützen, das seit 1561 unter kursächsischer Hoheit stand und zwischen 1656/57 und 1738 zum Sekundogenitur-Fürstentum Sachsen-Merseburg gehörte.
1713 wurde die gesamte Dorfflur von Söhesten vermessen und kartiert. Das entsprechende Flurbuch ist noch vorhanden.
Durch die Beschlüsse des Wiener Kongresses kam Söhesten mit dem Westteil des Amts Lützen im Jahre 1815 zu Preußen. Der Ort wurde 1816 dem Regierungsbezirk Merseburg der Provinz Sachsen zugeteilt. Söhesten gehörte zum Kreis Merseburg.
Bei der ersten Kreisreform in der DDR wurde Söhesten am 1. Juli 1950 in den Kreis Weißenfels umgegliedert und gleichfalls in Muschwitz eingemeindet.
Am 1. Januar 2010 schlossen sich die bis dahin selbstständigen Gemeinden Muschwitz, Großgörschen, Poserna, Rippach und Starsiedel mit der Stadt Lützen zur neuen Stadt Lützen zusammen.

## Sehenswürdigkeiten
- Kriegerdenkmal
- Paltrockwindmühle

## Söhne und Töchter der Gemeinde
- Walter Biering (* 2. Dezember 1898 in Söhesten; † 20. April 1964), KPD/SED-Politiker. Er war Mitglied des Landtages von Sachsen-Anhalt in den Jahren 1946 bis 1950 und Abgeordneter der Volkskammer.